# ناسفاتن

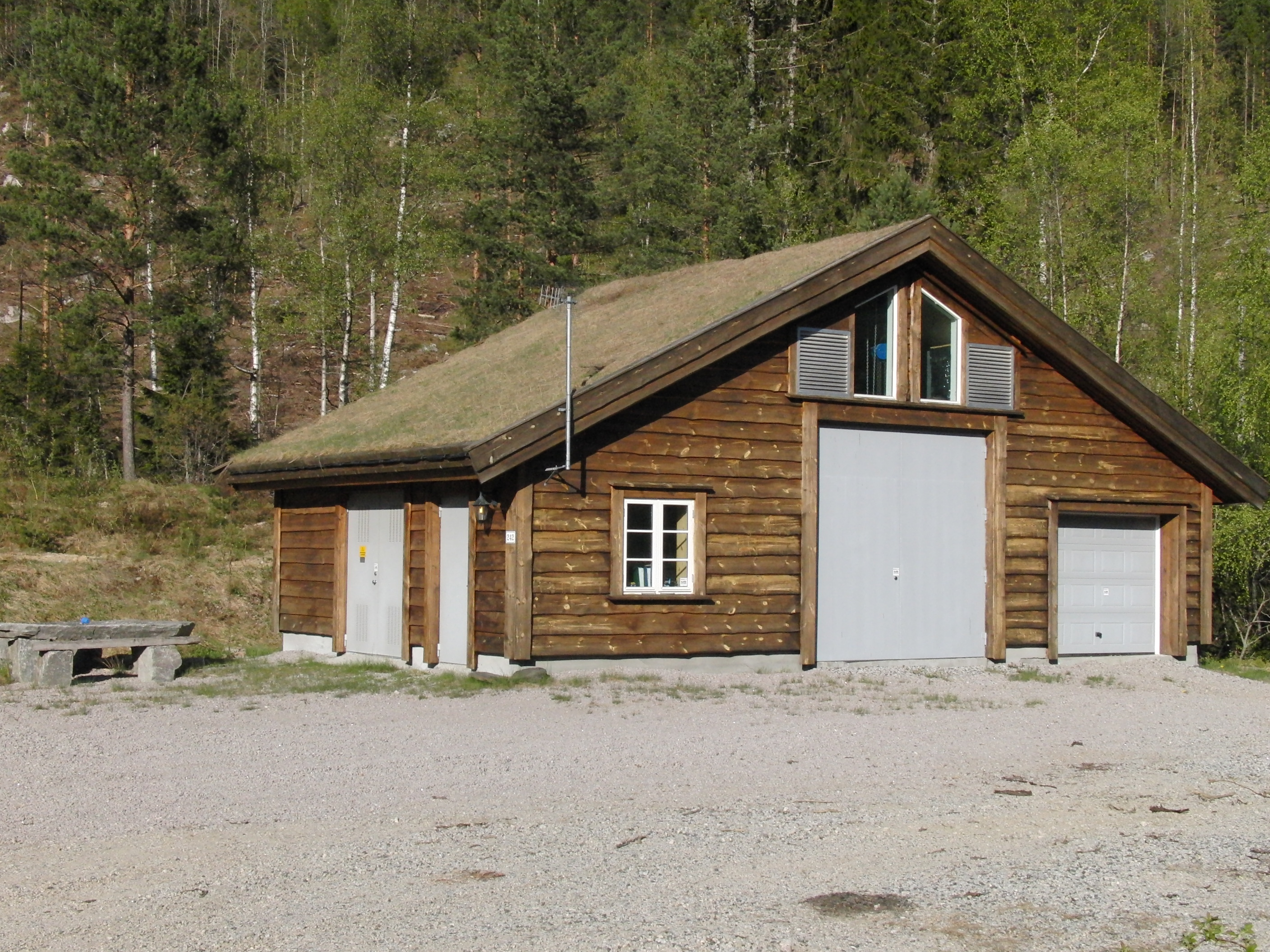
محطة توليد الكهرباء في ناسفاتن.

ناسفاتن (بالنرويجية: Nasvatn) هي بحيرة تقع في بلدية أوملي في مقاطعة أوست أغدر، النرويج. وهي تقع على بعد حوالي 3.5 كيلومتر (2.2 ميل) إلى الشمال من قرية توفدل. تتصرف مياه البحيرة في نهاية المطاف في نهر توفدلسيلفا.